# Entre rejas
Entre rejas fue un programa de televisión que mezcla los géneros documental y telerrealidad. En este formato, los reporteros Álvaro Martín y Sara Puertas acercan al espectador a la vida de los presos tras haber pasado un tiempo detrás de las rejas. El espacio de tres episodios se estrenó con una doble entrega el 18 de marzo de 2014 en Cuatro.

## Formato
El objetivo del programa es del dar conocer la vida de los presos en España, los permisos penitenciarios, su relación con la familia, sus ingresos en prisión, sus vis a vis y sus sueños de libertad. Conocer a los que han sido víctimas de errores judiciales, a los que acaban de ser indultados y a los que acaban de salir en libertad tras cumplir condena.

## Audiencias
| Temporada | Temporada | Episodios | Estreno             | Final               | Audiencia media | Audiencia media | Audiencia media |
| Temporada | Temporada | Episodios | Estreno             | Final               | Espectadores    | Cuota           |                 |
| --------- | --------- | --------- | ------------------- | ------------------- | --------------- | --------------- | --------------- |
|           | 1         | 3         | 18 de marzo de 2014 | 25 de marzo de 2014 | 665.000         | 4,5%            |                 |

## Temporada 1: 2014
| Programa | Título del programa    | Fecha de emisión    | Espectadores | Cuota de audiencia |
| -------- | ---------------------- | ------------------- | ------------ | ------------------ |
| 1x01     | Inocentes e indultados | 18 de marzo de 2014 | 752.000      | 3,8%               |
| 1x02     | Sueño de libertad      | 18 de marzo de 2014 | 779.000      | 5,3%               |
| 1x03     | Familia incondicional  | 25 de marzo de 2014 | 464.000      | 4,4%               |